# Obična glavulja
Obična glavulja (latinski: Globularia bisnagarica) biljka je iz roda Globularia i porodice Plantaginaceae. Raste uglavnom u jugozapadnoj i srednjoj Europi. Smatra se otrovnom biljkom, glavna toksična  tvar je globularin, simptomi  trovanja  su vrtoglavica, grčevi, proljev, kolaps. Po najnovijim istraživanjima biljka je i ljekovita.